# Beytüşşebap (district)
Beytüşşebap is een Turks district in de provincie Şırnak en telt 19.947 inwoners (2007). Het district heeft een oppervlakte van 1656,4 km².
De bevolkingsontwikkeling van het district is weergegeven in onderstaande tabel.
| 1997   | 2000   | 2007   |
| ------ | ------ | ------ |
| 18.127 | 20.659 | 19.947 |

Beytüşşebap · Cizre · Güçlükonak · İdil · Silopi · Şırnak · Uludere